# Jean-Pierre Kutwa
Jean-Pierre Kutwa (nascut el 22 de desembre de 1945) és un prelat ivorià de l'Església Catòlica que serveix com a arquebisbe metropolità d'Abidjan des de maig de 2006. El 22 de febrer de 2014 el Papa Francesc el va fer cardenal.

## Biografia
Kutwa va néixer el 22 de desembre de 1945 a Blockhauss (Abidjan). Va fer els seus estudis primaris a l'escola St Jean-Bosco, Treichville, el 1950; el 18 de setembre de 1955 ingressà al; i el 1957 ingressà al Seminari Menor de Bingerville, on completà els seus estudis secundaris. El 2 d'octubre de 1964 ingressà al Seminari Major d'Anyama, on estudià filosofia i teologia; el 22 de desembre de 1967 rebé la sotana i la tonsura eclesiàstica; rebé el diaconat el 20 de desembre de 1970 de mans de l'arquebisbe Bernard Yago d'Abidjan, a l'església de Notre Dame du Perpétuel Secours de Treichville; estudià a l'Institut Catòlic de l'Àfrica Oriental (ICAO), on obtingué el mestratge en teologia bíblica; i després a la Universitat Pontifícia Urbaniana de Roma, on obtingué el doctorat.
Va ser ordenat prevere l'11 de juliol de 1971 pel cardenal Bernard Yago. El Papa Joan Pau II el nomenà arquebisbe de Gagnoa el 15 de maig de 2001. Va ser consagrat bisbe el 16 de setembre pel cardenal Bernard Agré, arquebisbe d'Abidjan.
Va participar en el Sínode de Bisbes celebrat durant l'octubre de 2005 al Vaticà com a delegat dels bisbes ivorians.
Després de la violència a la Costa d'Ivori que seguí a les eleccions del 2010 i que acabà a l'abril de 2011, va fer una crida a la reconciliació: «Si, la Costa d'Ivori ha de ser una terra d'amistat i germandat, del nord o del sud, blanc o negre, d'aquí o de fora» El gener del 2012, parlant en nom el Fòrum Nacional de Grups Religiosos, reclamà a Alassane Ouattara, President de la Costa d'Ivori i musulmà, que alliberés els presoners polítics, seguidors del seu rival derrotat per la presidència, per tal de facilitar el procés de reconciliació nacional.
Kutwa és el president de la comissió episcopal per l'ecumenisme, a més de ser vicepresident de la Conferència Episcopal Regional de l'Àfrica Occidental Francòfona.
El 12 de gener de 2014 el Papa Francesc anuncià que Kutwa seria creat cardenal al consistori previst pel 22 de febrer de 2014.